# Breagovița, Veliko Tărnovo
Breagovița (în bulgară Бряговица) este un sat în comuna Strajița, regiunea Veliko Tărnovo,  Bulgaria. 

## Demografie
Componența etnică a satului Breagovița
     Bulgari (89,61%)
     Turci (1,2%)
     Nicio identificare (7,72%)
     Romi (0%)
     Altele (1,44%)
La recensământul din 2011, populația satului Breagovița era de 414 locuitori. Din punct de vedere etnic, majoritatea locuitorilor (89,61%) erau bulgari, cu o minoritate de turci (1,2%). Pentru 7,72% din locuitori nu este cunoscută apartenența etnică.